# Damián Álvarez
Damián Ariel Álvarez (ur. 21 maja 1979 w Morón) – meksykański piłkarz pochodzenia argentyńskiego występujący na pozycji lewego pomocnika, obecnie zawodnik Tigres UANL.
Jest najstarszym debiutantem w historii reprezentacji Meksyku (33 lata, 9 miesięcy i 9 dni).

## Kariera klubowa
Álvarez rozpoczynał treningi piłkarskie już jako pięciolatek w amatorskiej ekipie futsalu o nazwie Saavedra FC. W wieku dziewięciu lat przeniósł się do słynnej akademii juniorskiej zespołu Club Atlético River Plate ze stołecznego Buenos Aires. Do pierwszej drużyny został włączony jako dziewiętnastolatek przez szkoleniowca Ramóna Díaza i w argentyńskiej Primera División zadebiutował 18 października 1998 w zremisowanym 2:2 meczu z Gimnasią Jujuy. Pierwszego gola w najwyższej klasie rozgrywkowej strzelił natomiast 12 grudnia tego samego roku w zremisowanym 1:1 spotkaniu z Colónem. W wiosennym sezonie Clausura 1999 zdobył z River tytuł wicemistrza kraju. W jesiennym sezonie Apertura 1999 wywalczył z kolei mistrzostwo Argentyny i sukces ten powtórzył również pół roku później, w rozgrywkach Clausura 2000. W sezonie Apertura 2000 zanotował ze swoją ekipą drugie wicemistrzostwo kraju, powtarzając to osiągnięcie także podczas dwóch kolejnych sezonów; Clausura 2001 i Apertura 2001. Mimo tych sukcesów nigdy nie potrafił sobie jednak wywalczyć mocnej pozycji w pierwszym składzie River.
Wiosną 2002 Álvarez został wypożyczony do włoskiego drugoligowca Reggina Calcio, z którym na koniec sezonu 2001/2002 awansował do Serie A, jednak pozostawał wyłącznie głębokim rezerwowym ekipy. Podobną funkcję wciąż pełnił po powrocie do River, mając za konkurentów do gry w pierwszym składzie graczy takich jak Andrés D'Alessandro czy Víctor Zapata. Wobec tego w styczniu 2003 zdecydował się przenieść do Meksyku, zostając zawodnikiem tamtejszego klubu Monarcas Morelia i w kraju tym spędził już resztę swojej kariery. W meksykańskiej Primera División zadebiutował 18 stycznia 2003 w przegranym 2:4 meczu z Monterrey, natomiast premierową bramkę w nowym zespole zanotował 16 lutego tego samego roku w wygranej 6:1 ligowej konfrontacji z Pueblą. Szybko został podstawowym piłkarzem Morelii i już w pierwszym, wiosennym sezonie Clausura 2003 zdobył z nią tytuł wicemistrza Meksyku. W tym samym roku dotarł także z ekipą prowadzoną przez Rubéna Omara Romano do finału najbardziej prestiżowych rozgrywek północnoamerykańskiego kontynentu – Pucharu Mistrzów CONCACAF.
W lipcu 2006 Álvarez przeszedł do ówczesnego mistrza Meksyku – klubu CF Pachuca, gdzie z miejsca wywalczył sobie niepodważalną pozycję w wyjściowej jedenastce. Przez kolejne trzy lata wraz z między innymi Christianem Giménezem i Andrésem Chitivą był jedną z gwiazd linii pomocy drużyny prowadzonej przez Enrique Mezę – uznawanej za najlepszą w historii klubu – z którą osiągnął wiele sukcesów zarówno na arenie krajowej, jak i międzynarodowej. W 2006 roku triumfował z Pachucą w południowoamerykańskich rozgrywkach Copa Sudamericana i zajął drugie miejsce w krajowym superpucharze – Campeón de Campeones, natomiast w sezonie Clausura 2007 wywalczył swoje premierowe mistrzostwo Meksyku. W tym samym roku wygrał również rozgrywki Pucharu Mistrzów CONCACAF oraz SuperLigi, zajął drugie miejsce w superpucharze Ameryki Południowej – Recopa Sudamericana, a także wziął udział w Klubowych Mistrzostwach Świata, zajmując w nich szóstą lokatę.
W 2008 Álvarez, wciąż będąc kluczowym zawodnikiem Pachuki, po raz drugi z rzędu zdobył północnoamerykański Puchar Mistrzów. Wówczas także kolejny raz wystąpił na Klubowych Mistrzostwach Świata, gdzie tym razem jego drużyna spisała się lepiej niż poprzednio – uplasowała się na czwartym miejscu w turnieju. W sezonie Clausura 2009 zdobył swoje trzecie wicemistrzostwo Meksyku i w tym samym roku zajął także drugie miejsce w rozgrywkach kwalifikacyjnych do Copa Libertadores – InterLidze. W 2010 roku po raz trzeci wygrał natomiast Ligę Mistrzów CONCACAF. Ogółem barwy Pachuki reprezentował przez cztery lata, rozgrywając w jej barwach 140 ligowych spotkań i jest uznawany za jedną z największych legend w historii klubu.
Latem 2010 Álvarez za sumę pięciu milionów dolarów przeniósł się do drużyny Tigres UANL z siedzibą w Monterrey, prowadzonej przez swojego byłego szkoleniowca z Morelii – Ricardo Ferrettiego. Tam od razu został kluczowym piłkarzem zespołu i w sezonie Apertura 2011 zanotował z nim drugie w swojej karierze mistrzostwo Meksyku, tworząc skuteczną formację ofensywną z Danilinho, Lucasem Lobosem i Héctorem Mancillą. W sezonie Clausura 2014 wywalczył z Tigres puchar Meksyku – Copa MX, w tym samym roku zajmując również drugie miejsce w krajowym superpucharze – Supercopa MX. Podczas rozgrywek Apertura 2014 zanotował natomiast tytuł wicemistrza kraju, jednak bezpośrednio po tym stracił pewną pozycję w pierwszym składzie na rzecz nowo pozyskanego Rafaela Sóbisa. W 2015 roku, już w roli rezerwowego, dotarł z ekipą Ferrettiego do finału najbardziej prestiżowych rozgrywek Ameryki Południowej – Copa Libertadores, natomiast w sezonie Apertura 2015 wywalczył kolejne mistrzostwo Meksyku. W 2016 roku doszedł natomiast do finału Ligi Mistrzów CONCACAF.
| Sezon     | Klub             | Kraj      | Rozgrywki        | Mecze | Bramki |
| --------- | ---------------- | --------- | ---------------- | ----- | ------ |
| 1998/1999 | CA River Plate   | Argentyna | Primera División | 14    | 2      |
| 1999/2000 | CA River Plate   | Argentyna | Primera División | 11    | 4      |
| 2000/2001 | CA River Plate   | Argentyna | Primera División | 18    | 1      |
| 2001/2002 | CA River Plate   | Argentyna | Primera División | 11    | 2      |
| 2001/2002 | Reggina Calcio   | Włochy    | Serie B          | 5     | 0      |
| 2002/2003 | CA River Plate   | Argentyna | Primera División | 6     | 1      |
| 2002/2003 | Monarcas Morelia | Meksyk    | Liga MX          | 16    | 2      |
| 2003/2004 | Monarcas Morelia | Meksyk    | Liga MX          | 33    | 4      |
| 2004/2005 | Monarcas Morelia | Meksyk    | Liga MX          | 36    | 9      |
| 2005/2006 | Monarcas Morelia | Meksyk    | Liga MX          | 33    | 8      |
| 2006/2007 | CF Pachuca       | Meksyk    | Liga MX          | 40    | 8      |
| 2007/2008 | CF Pachuca       | Meksyk    | Liga MX          | 32    | 5      |
| 2008/2009 | CF Pachuca       | Meksyk    | Liga MX          | 38    | 4      |
| 2009/2010 | CF Pachuca       | Meksyk    | Liga MX          | 30    | 5      |
| 2010/2011 | Tigres UANL      | Meksyk    | Liga MX          | 33    | 6      |
| 2011/2012 | Tigres UANL      | Meksyk    | Liga MX          | 35    | 4      |
| 2012/2013 | Tigres UANL      | Meksyk    | Liga MX          | 31    | 3      |
| 2013/2014 | Tigres UANL      | Meksyk    | Liga MX          | 29    | 3      |
| 2014/2015 | Tigres UANL      | Meksyk    | Liga MX          | 29    | 4      |
| 2015/2016 | Tigres UANL      | Meksyk    | Liga MX          |       |        |

## Kariera reprezentacyjna
W grudniu 2011 Álvarez otrzymał meksykańskie obywatelstwo, po dziewięciu latach zamieszkiwania w tym kraju. Trzy miesiące później został powołany przez selekcjonera José Manuela de la Torre do reprezentacji Meksyku, w której zadebiutował 29 lutego 2012 w przegranym 0:2 meczu towarzyskim z Kolumbią. W sierpniu 2013 wystąpił jeszcze w sparingu z WKS (4:1), zamykając swój bilans reprezentacyjny na dwóch spotkaniach.